# Diocesi di Bagamoyo
La diocesi di Bagamoyo (in latino Dioecesis Bagamoyensis) è una sede della Chiesa cattolica in Tanzania suffraganea dell'arcidiocesi di Dar-es-Salaam. Nel 2025 contava 92.345 battezzati su 459.596 abitanti. È retta dal vescovo Stephano Lameck Musomba, O.S.A.

## Territorio
La diocesi si estende nella parte orientale della Tanzania.
Sede vescovile è la città di Bagamoyo, dove si trova la cattedrale del Cuore Immacolato di Maria.
Il territorio è suddiviso in 22 parrocchie.

## Storia
La diocesi è stata eretta il 7 marzo 2025 da papa Francesco, ricavandone il territorio dall'arcidiocesi di Dar-es-Salaam e dalla diocesi di Morogoro. Bagamoyo era già stata sede del vicariato apostolico omonimo, da cui nel 1953 ebbe origine la diocesi di Morogoro.

## Cronotassi dei vescovi
- Stephano Lameck Musomba, O.S.A., dal 7 marzo 2025

## Statistiche
La diocesi, al momento dell'erezione nel 2025, su una popolazione di 459.596 persone contava 92.345 battezzati, corrispondenti al 20,1% del totale.
| anno | popolazione | popolazione | popolazione | presbiteri | presbiteri | presbiteri | presbiteri                | diaconi | religiosi | religiosi | parrocchie |
| anno | battezzati  | totale      | %           | numero     | secolari   | regolari   | battezzati per presbitero | diaconi | uomini    | donne     | parrocchie |
| ---- | ----------- | ----------- | ----------- | ---------- | ---------- | ---------- | ------------------------- | ------- | --------- | --------- | ---------- |
| 2025 | 92.345      | 459.596     | 20,1        | 45         | 37         | 8          | 2.052                     |         | ?         | ?         | 22         |